# Elias rekefisker
Elias rekefisker är en norsk svartvit familjefilm från 1958 i regi av Jan Erik Düring. I titelrollen ses Kristian Løvlie och i övriga roller Ragnar Olason, Eva Svendsen och Ursula Frost Thoresen.

## Handling
En familj bor i en fiskeby på en ö på Sørlandet. Sonen i familjen, Elias, hittar en skadad brevduva och låter den bo i systern Eves dockhus. En båt lägger till vid ön och Elias misstänker att männen ombord är de som skadeskjutit duvan. Elias beger sig tillsammans med fadern ut för att tråla räkor och tar med sig duvan. Fadern skadas och Elias får själv försöka styra båten hemåt. Trålen fastnar dock i propellern och båten börjar hjälplöst driva omkring mellan skär och grynnor. Elias kommer på idén att skicka duvan efter hjälp. Den når hemmet och familjen får hjälp av det gästande fartyget att finna Elias och fadern. De bogseras iland.

## Rollista
- Kristian Løvlie – Elias
- Ragnar Olason – fadern
- Eva Svendsen – Eve
- Ursula Frost Thoresen – modern

## Om filmen
Elias rekefisker producerades av ABC-film och regisserades av Jan Erik Düring efter ett manus av Sigbjørn Hølmebakk. Fotograf var Tore Breda Thoresen och musiken komponerades av Maj Sønstevold. Premiären ägde rum den 30 januari 1958 i Norge. Den 20 oktober 1961 hade filmen premiär i Östtyskland och kallades då Elias, der Krabbenfischer.